# Liverpool Football Club 1971-1972
Questa voce raccoglie le informazioni riguardanti il Liverpool Football Club nelle competizioni ufficiali della stagione 1971-1972

## Maglie e sponsor
| Manica sinistra · Manica sinistra · Maglietta · Maglietta · Manica destra · Manica destra · Pantaloncini · Calzettoni | Manica sinistra · Manica sinistra · Maglietta · Maglietta · Manica destra · Manica destra · Pantaloncini · Calzettoni |  |

## Rosa
| N. |                        | Ruolo | Calciatore     |
| -- | ---------------------- | ----- | -------------- |
|    | Inghilterra (bandiera) | P     | Ray Clemence   |
|    | Scozia (bandiera)      | P     | Tommy Lawrence |
|    | Inghilterra (bandiera) | D     | Roy Evans      |
|    | Inghilterra (bandiera) | D     | Chris Lawler   |
|    | Inghilterra (bandiera) | D     | Alec Lindsay   |
|    | Inghilterra (bandiera) | D     | Larry Lloyd    |
|    | Scozia (bandiera)      | D     | Ian Ross       |
|    | Inghilterra (bandiera) | D     | Tommy Smith    |
|    | Inghilterra (bandiera) | C     | Steve Arnold   |
|    | Inghilterra (bandiera) | C     | Ian Callaghan  |
|    | Scozia (bandiera)      | C     | Brian Hall     |

| N. |                        | Ruolo | Calciatore      |
| -- | ---------------------- | ----- | --------------- |
|    | Irlanda (bandiera)     | C     | Steve Heighway  |
|    | Inghilterra (bandiera) | C     | Emlyn Hughes    |
|    | Inghilterra (bandiera) | C     | John McLaughlin |
|    | Inghilterra (bandiera) | C     | Peter Thompson  |
|    | Inghilterra (bandiera) | C     | Phil Thompson   |
|    | Inghilterra (bandiera) | A     | Phil Boersma    |
|    | Inghilterra (bandiera) | A     | Alun Evans      |
|    | Scozia (bandiera)      | A     | Bobby Graham    |
|    | Inghilterra (bandiera) | A     | Kevin Keegan    |
|    | Galles (bandiera)      | A     | John Toshack    |
|    | Inghilterra (bandiera) | A     | Jack Whitham    |

## Risultati

### FA Charity Shield
| Arbitro: | Patrick Partridge |

|               |           |  |
| Whitworth 15’ | Marcatori |  |

### Coppa delle Coppe
| Arbitro: | Wurtz |

|                           |           |            |
| Dörfel 25’ Barriquand 48’ | Marcatori | 80’ Lawler |

| Arbitro: | Glöckner |

|                         |           |  |
| Hughes 27’ Heighway 59’ | Marcatori |  |

| Liverpool 20 ottobre 1971 Ottavi di finale - Andata | Liverpool | 0 – 0 referto | Bayern Monaco | Anfield (42 949 spett.)\| Arbitro: \| Gonella \| |
| Arbitro:                                            | Gonella   |               |               |                                                  |

| Arbitro: | Kazakov |

|                            |           |           |
| Müller 25’, 27’ Hoeneß 58’ | Marcatori | 38’ Evans |